# Gare de Momodani
La gare de Momodani (桃谷駅, Momodani-eki) est une gare ferroviaire de la ville d'Osaka au Japon. Elle est située dans l'arrondissement de Tennōji. La gare est gérée par la JR West.

## Situation ferroviaire
La gare de Momodani est située au point kilométrique (PK) 13,2 de la ligne circulaire d'Osaka.

## Histoire
La gare est inaugurée le 28 mai 1895 sous le nom de gare de Momoyama (桃山駅). Elle est renommée gare de Momodani en 1905.

## Service des voyageurs

### Accès et accueil
La gare dispose d'un bâtiment voyageurs, avec guichet, ouvert tous les jours.

### Desserte
- Ligne circulaire d'Osaka :
  - voie 1 : direction Tsuruhashi et Kyōbashi
  - voie 2 : direction Tennōji et Shin-Imamiya